# 십점불극종소
십점불극종소(十漸不克終疎)에 대해 설명한다.
당 태종 이세민(唐 太宗 李世民)이 초기의 관대하고 순박한 정치가 유정의 미를 거두지 못하고, 후기로 가면서 사치와 방종에 빠지자 위징(魏徵, 580~643)이 이를 시정할 것을 요구하는 충언을 함
당 태종도 그 소본으로 병풍을 만들어 좌우에 두고 몸가짐을 바로 했음.
조선에서도 3대 태종 이방원에게 경기관찰사 윤사수(尹思修:1411∼1456)가 올린 병풍과 9대 성종에게 경상도관찰사 김흔(金訢:1448∼1492)이 올린 족자에 이런 내용이 담겨 있었다.
십점불극종소에서는 첫째 좋은 말을 구하고 보배를 사려 하니, 이것은 청정과 과욕한 마음을 점점 끝까지 갖지 못하게 된 것. 둘째 백성의 재물과 노동력을 가벼이 쓰니, 이것은 절약해서 백성을 사랑하는 마음을 점점 끝까지 갖지 못하게 된 것. 셋째 방종한 생활에 간언을 물리치니, 이것은 자신을 덜어 남을 이롭게 하는 마음을 점점 끝까지 갖지 못하게 된 것. 넷째 군자를 멀리하고 소인을 가까이하니, 이것은 습관을 신중히 하고 선량한 이와 함께하려는 마음을 점점 끝까지 갖지 못하게 된 것. 다섯째 사치스러운 것을 즐기니, 이것은 순박한 마음을 점점 끝까지 갖지 못하게 된 것. 여섯째 비평과 칭찬이 신중치 못하여, 어진 이를 임용하려는 마음을 끝까지 갖지 못하게 된 것. 일곱째 이리 저리 말을 달리며 사냥하는 것을 너무 즐겨, 유희를 경계하는 마음을 점점 끝까지 갖지 못하게 된 것. 여덟째 상하의 단결을 도모하는 마음을 점점 끝까지 갖지 못하게 된 것. 아홉째 즐거움에 겨워 자만하므로 삼가고 겸허한 마음을 점점 끝까지 갖지 못하게 된 것. 열째 민생에 재앙이 만연하니, 이것은 재앙을 막기 위해 부지런히 다스리는 마음을 점점 끝까지 갖지 못하게 된 것. 여기에 나타난 대로 당태종은 초기의 관대하고 순박한 정치로서 유종의 미를 거두지 못하고 점점 사치와 방종에 몰두했다. 겸허와 검약을 소홀히 여기는 풍조가 심해진 것이다. 이러한 태종을 위해 충언을 한 것이다. 당태종은 그 십점불극종소를 병풍을 만들어 좌우에 두고 몸가짐을 다시 바로 했다고 한다.